# V406 Гидры
V406 Гидры (лат. V406 Hydrae) — новоподобная, двойная катаклизмическая переменная звезда (NL) или катаклизмическая переменная звезда типа AM Гончих Псов в созвездии Гидры на расстоянии (вычисленном из значения параллакса) приблизительно 2380 световых лет (около 730 парсек) от Солнца. Видимая звёздная величина звезды — от +20,3m до +16,5m. Орбитальный период — около 0,02347 суток (0,5633 часа).
Открыта Патриком А. Вудтом и Брайаном Уорнером в 2003 году***.

## Характеристики
Первый компонент — аккрецирующий белый карлик спектрального класса DB. Масса — около 0,463 солнечной.
Второй компонент. Масса — около 0,017 солнечной.